# Coordenação dos Movimentos de Azauade
Coordenação dos Movimentos de Azauade (em francês:  Coordination des mouvements de l'Azawad, CMA) é uma aliança de grupos rebeldes criada no Mali em 2014 durante a Guerra do Mali.

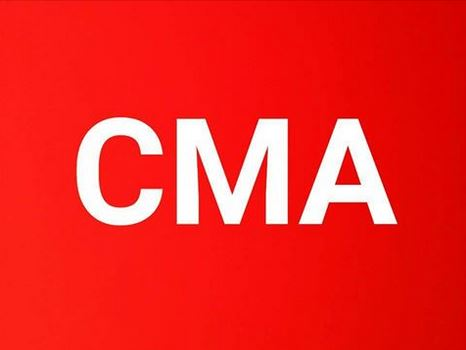
Bandeira da CMA.

## Organização

### Composição
A formação da Coordenação dos Movimentos de Azauade foi anunciada em 28 de outubro de 2014. A aliança é composta pelos seguintes grupos:
- Movimento Nacional para a Libertação de Azauade (MNLA)[2][3]
- Alto Conselho pela Unidade de Azauade (HCUA) [2][3]
- Uma ala do Movimento Árabe de Azauade (MAA) [2][3]

Outros grupos reivindicam pertencer a Coordenação dos Movimentos de Azauade, mas sem serem reconhecidos pelos grupos fundadores:
- Coalizão do Povo para Azauade (CPA) [2][3]
- Uma ala da Coordenação dos Movimentos e Frente Patriótica de Resistência (CM-FPR2) [2][3]
- Movimento para a Salvação de Azauade (MSA) [3]
- Frente Popular de Azauade (FPA), inicialmente integra a CMA antes de retirar 29 de novembro de 2014[4]

### Presidência
Líderes dos vários movimentos da Coordenação dos Movimentos de Azauade se revezam em sua presidência:
- De 28 de outubro de 2014 a 16 de dezembro de 2016: Bilal Ag Acherif (MNLA);[3]
- De 16 de dezembro de 2016 a 10 de setembro de 2017: Alghabass Ag Intalla (HCUA);[3][5]
- De 10 de setembro de 2017 a 26 de fevereiro de 2018: Sidi Brahim Ould Sidatt (MAA);[3] · [6]
- Após 26 de fevereiro de 2018: Bilal Ag Acherif (MNLA).[6]